# Xanthagaricus nanus
Xanthagaricus nanus är en svampart som beskrevs av Little Flower, Hosag. & T.K. Abraham 1997. Xanthagaricus nanus ingår i släktet Xanthagaricus och familjen Agaricaceae.   Inga underarter finns listade i Catalogue of Life.